# Нкамбадьо, Обе
Обе́ Альфа́ Нкамбадьо́ (фр. Obed Alpha Nkambadio; род. 7 февраля 2003, XIV округ Парижа) — французский футболист конголезского происхождения, вратарь клуба «Париж». Участник Олимпийских игр 2024 в Париже.

## Клубная карьера
Нкамбадьо — воспитанник клубов «Эпинай», «Женесс», «Энтенте» и «Париж». В 2020 году Обе начал выступать за дублирующий состав последних. 30 сентября 2023 года в матче против «Анси» он дебютировал в Лиге 2.

## Международная карьера
В 2024 году Нкамбадьо был включён в заявку олимпийской сборной Франции на участие в Олимпийских играх в Париже.